# Deutsche Schwimmwintermeisterschaften 2006
Die Deutschen Wintermeisterschaften im Schwimmen 2006 fanden vom 23. bis 26. Oktober 2006 im Stadionbad Hannover statt und wurden vom Deutschen Schwimm-Verband organisiert. Die Meisterschaften waren das offizielle Qualifikationsturnier für die Schwimmweltmeisterschaften 2007 in Melbourne und für die Kurzbahneuropameisterschaften 2006 in Helsinki. Insgesamt nahmen in 42 Wettbewerben 455 Aktive aus 121 Vereinen teil. Während des Turniers wurden sieben neue deutsche Rekorde aufgestellt.
| Disziplin           | Männer                         | Männer                         | Männer     | Frauen                         | Frauen                         | Frauen     |
| Disziplin           | Name                           | Verein                         | Zeit       | Name                           | Verein                         | Zeit       |
| ------------------- | ------------------------------ | ------------------------------ | ---------- | ------------------------------ | ------------------------------ | ---------- |
| 50 m Freistil       | Rafed El-Masri                 | SG Neukölln                    | 00:22,53   | Britta Steffen                 | SG Neukölln                    | 00:24,81   |
| 100 m Freistil      | Jens Schreiber                 | Wfr. 98 Hannover               | 00:49,61   | Britta Steffen                 | SG Neukölln                    | 00:53,78   |
| 200 m Freistil      | Paul Biedermann                | SV Halle                       | 01:48,05   | Annika Lurz                    | SV Würzburg 05                 | 01:56,75   |
| 400 m Freistil      | Jan Wolfgarten                 | SG Frankfurt                   | 03:51,02   | Annika Lurz                    | SV Würzburg 05                 | 04:08,93   |
| 800 m Freistil      | Thomas Lurz                    | SV Würzburg 05                 | 07:51,59*  | Jaana Ehmcke                   | Potsdamer SV                   | 08:53,40   |
| 1500 m Freistil     | Thomas Lurz                    | SV Würzburg 05                 | 15:07,55   | Jaana Ehmcke                   | Potsdamer SV                   | 16:57,99   |
| 50 m Brust          | Mark Warnecke                  | SG Essen                       | 00:28,18   | Janne Schäfer                  | TV Jahn Wolfsburg              | 00:30,89*  |
| 100 m Brust         | Johannes Neumann               | SC Riesa                       | 01:01,79   | Janne Schäfer                  | TV Jahn Wolfsburg              | 01:08,10   |
| 200 m Brust         | Johannes Neumann               | SC Riesa                       | 02:15,05   | Birte Steven                   | AMTV-FTV Hamburg               | 02:27,26   |
| 50 m Schmetterling  | Thomas Rupprath                | Wfr. 98 Hannover               | 00:24,13   | Antje Buschschulte             | SC Magdeburg                   | 00:26,35*  |
| 100 m Schmetterling | Thomas Rupprath                | Wfr. 98 Hannover               | 00:53,20   | Daniela Samulski               | SG Bayer W/U/D                 | 00:58,75*  |
| 200 m Schmetterling | Benjamin Kuntz                 | SV Nikar Heidelberg            | 02:01,46   | Annika Mehlhorn                | SG ACT/Baunatal                | 02:12,26   |
| 50 m Rücken         | Steffen Driesen                | SG Bayer W/U/D                 | 00:25,35   | Antje Buschschulte             | SC Magdeburg                   | 00:28,92   |
| 100 m Rücken        | Steffen Driesen                | SG Bayer W/U/D                 | 00:54,69   | Janine Pietsch                 | SC Delphin Ingolstadt          | 01:01,67   |
| 200 m Rücken        | Jens Thiele                    | SVE Hamburg                    | 01:59,60   | Jenny Mensing                  | SC Wiesbaden                   | 02:13,67   |
| 200 m Lagen         | Jens Thiele                    | SVE Hamburg                    | 01:59,60   | Nicole Hetzer                  | Wacker Burghausen              | 02:15,50   |
| 400 m Lagen         | Manuel Aberle                  | SV Nikar Heidelberg            | 04:25,59   | Nicole Hetzer                  | Wacker Burghausen              | 04:43,53   |
| 4 × 50 m Freistil   | SV Wasserfreunde 1898 Hannover | SV Wasserfreunde 1898 Hannover | 01:32,16*  | SV Wasserfreunde 1898 Hannover | SV Wasserfreunde 1898 Hannover | 01:47,10   |
| 4 × 50 m Lagen      | SG Dortmund                    | SG Dortmund                    | 01:42,78*  | SV Wasserfreunde 1898 Hannover | SV Wasserfreunde 1898 Hannover | 01:58,16*  |
|                     |                                |                                |            |                                |                                |            |
| 5 km                | Vincent Kirsten                | SC Empor Rostock               | 54:49,94   | Annegret Braun                 | SC Empor Rostock               | 1:00:51,35 |
| 10 km               | Toni Franz                     | SC DHfK Leipzig                | 1.51:36,30 | Cathleen Rund                  | SC Wiesbaden                   | 2.04:07,36 |

(* neuer deutscher Rekord)